# Mérgező madarak

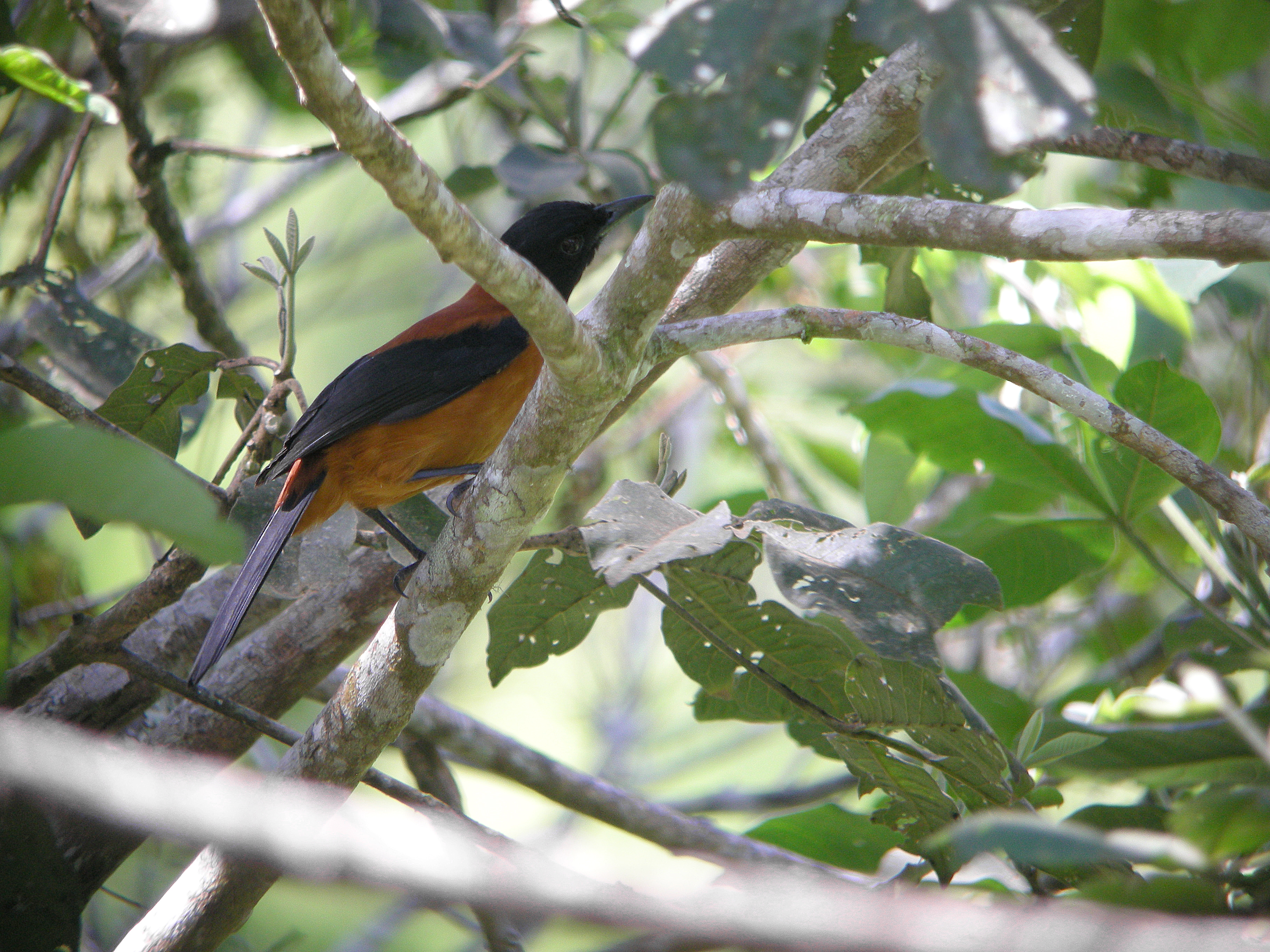
Az aposzematikus (figyelmeztető színezetű) dolmányos gyümölcsrigó. A madár bőre és tollazata homobatrachotoxin idegmérget tartalmaz, ezért érintése paresztéziát (zsibbadást, szúró érzést és bőrbeidegzési zavart) okoz.

A mérgező madarak olyan madarak, melyek toxinok segítségével védik magukat a ragadozóktól. Egyetlen madárfajt sem ismerünk, ami aktívan mérget bocsátana ki magából vagy akár csak mérget termelne, ennek ellenére egyes madárfajok érintése vagy elfogyasztása mérgezést okozhat. Az ilyen madarak az általuk elfogyasztott mérgező növények vagy állatok (leggyakrabban rovarok) mérgét gyűjtik magukba.
A Pitohui nem fajai, az Ifrita kowaldi és a légyvadászfélék közé tartozó Colluricincla megarhyncha batrachotoxint halmoznak fel bőrükben és tollukban. az afrikai tüskésszárnyú lúd a hólyaghúzófélékhez tartozó bogarakat fogyaszt, melyek mérgét szöveteiben felhalmozva maga is mérgezővé válik. A felhalmozott méreg a terpenoidok közé tartozó cantharidin, melyből 10 mg az ember számára már halálos lehet. Még a szívesen fogyasztott fürj is mérgezővé válhat vándorlásának egyes stádiumaiban; a méregért a tarlóvirágot, a bürököt vagy a hunyorfajokat próbálták felelőssé tenni, de még nincs döntő bizonyíték egyikre sem. A legalább időszakosan toxikus madarak közé sorolhatók még a Phaps nem  bronzszárnyú galambjai is.

## Fordítás
- Ez a szócikk részben vagy egészben a Toxic bird című angol Wikipédia-szócikk ezen változatának fordításán alapul.  Az eredeti cikk szerkesztőit annak laptörténete sorolja fel. Ez a jelzés csupán a megfogalmazás eredetét és a szerzői jogokat jelzi, nem szolgál a cikkben szereplő információk forrásmegjelöléseként.